# Dichotomius rugosipennis
Dichotomius rugosipennis là một loài bọ cánh cứng trong họ Bọ hung (Scarabaeidae).